# Agostino Agostini
Pour les articles homonymes, voir Agostini.
Agostino Agostini, mort en 1569, est un chanteur et compositeur de la Renaissance, prêtre à Ferrare, actif principalement dans les années 1540.

## Biographie
Il était aumônier à la cathédrale Saint-Georges de Ferrare.
Il a pour fils illégitime, parfois qualifié de neveu, le compositeur Lodovico Agostini, né en 1534, connu pour ses canons.